# أدروغي (مدينة)
أدروغي (بالإسبانية: Adrogué)‏ هي مدينة تقع في الأرجنتين في Almirante Brown Partido.[بحاجة لمصدر] يقدر عدد سكانها بـ 28,265 نسمة وترتفع عن سطح البحر 24 متر.

## أعلام
- مونيكا وايس
- غاستون أغيري
- فيرناندو ريدوندو
- نوربيرتو باباراتو
- ألفريدو روسي
- ماريانا كازاس